# Точкувана филидия
Точкуваните филидии (Phyllidia ocellata) са вид коремоноги от семейство Phyllidiidae.
Таксонът е описан за пръв път от Жорж Кювие през 1804 година.

## Подвидове
- Phyllidia ocellata undula